# Tônica

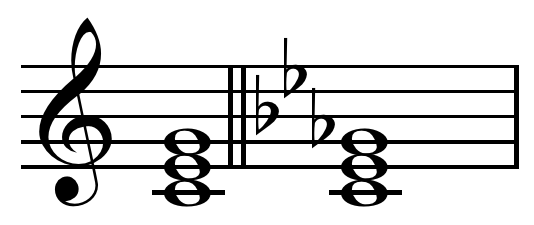
Acordes tônicos paralelos em C

A tônica(pt-BR) ou tónica(pt-PT?), grau tonal, base, ou fundamental na teoria musical é um dos graus da escala musical, na música tonal e no modo maior da escala diatônica representa o primeiro grau, isto é, a primeira nota da escala ou do modo, localizado antes do grau supertônica.
Cada grau da escala recebe um nome de acordo com a sua função exercida na escala. A tônica é o grau que determina o tom da música e na escalas modais também estabelece a nota principal, sobre a qual é formada a sucessão intervalar do modo.
Na harmonia, a tônica é uma das funções harmônicas, a função de repouso (junto com a função de aproximação baseada na dominante e, função de afastamento baseada na subdominante), ou seja, é a nota de menor tensão, sendo geralmente apresentada no final de uma composição, dando a ideia de finalização à sequencia de graus que a antecede.
O acorde principal é formado sobre o primeiro grau de uma escala, que possui função forte, simbolizado com o número romano I se é maior, ou i se é menor. Este pode ser substituído pela mediante grau III ou pela superdominante grau VI.
Por exemplo, na harmonia triádica (que forma os acordes com intervalos de terça iniciando na nota tônica) usando a escala fundamental dó maior o acorde de três notas (tríade) que cumpre a função de Tônica, é composto pelas notas dó-mi-sol (que correspondem respectivamente à: fundamental, terça e a quinta do acorde C).